# جيمس هاي
جيمس هاي (بالإنجليزية: James Hay (politician)) (و. 1856 – 1931 م) هو سياسي، ومحام، وقاض من الولايات المتحدة الأمريكية .
وهو عضو في الحزب الديمقراطي الأمريكي .

## التعليم
تعلم في جامعة بنسلفانيا.